# ابن بی‌بی
ابن بی‌بی مؤلف و تاریخ‌نویس ایرانی قرن هفتم هجری در آسیای صغیر است.
امیر ناصرالدین حسین بن محمد بن علی جعفری رغدی مشهور به ابن بی‌بی، مؤلف کتاب الاوامرالعلائیه فی امورالعلائیه معروف به تاریخ ابن بی‌بی است. این کتاب با نثری فصیح و منشیانه و آمیخته به اشعار و عبارات عربی در سال ۶۸۰ نگارش یافته و به نام علاءالدین عطاملک جوینی اهدا شده‌است. آن را به اشاره علاءالدین عطاملک جوینی و به نام علاءالدین کیقباد اول نوشته و می‌خواسته‌است که آن را ذیلی بر تاریخ جهانگشای جوینی در باب تاریخ سلاجقة روم قرار دهد.
ابن بی‌بی از ایرانیان وابسته به دستگاه سلجوقیان روم بوده‌است. پدرش مجدالدین محمد ترجمان از سادات کوه سرخ و معتبران گرگان و منشی جلال‌الدین خوارزمشاه بوده‌است. مادرش زنی ستاره‌شناس از مردم نیشابور، دختر کمال‌الدین سمنانی رئیس شافعیان نیشابور و از جانب مادر نوهٔ امام محمد یحیی بود که با قصیدهٔ مرثیهٔ خاقانی در بارهٔ او شهرت یافته‌است. اشتغال این زن به ستاره‌شناسی موجب عزت و اعتبار و شهرت او گردیده تا جایی که پسرش هم «ابن بی‌بی منجمه» نامیده شده‌است.
پدر و مادر ابن بی‌بی در ۶۲۸ بعد از زوال دولت جلال‌الدین خوارزمشاهبه دمشق رفتند و به دربار ملک اشرف ایوبی پیوستند؛ و در ۶۳۱ به درخواست کیقباد اول، ملک اشرف آنان را به قونیه فرستاد. مجدالدین پدر ابن بی‌بی از منشیان و مقربان سلاطین سلجوقی بود و به مأموریت‌های سیاسی فرستاده می‌شد.
تاریخ ابن بی‌بی مفصل‌ترین تاریخ سلجوقیان روم است و وقایع نود سالهٔ سال‌های ۵۸۸ تا ۶۷۹ را در بر دارد. مؤلف چون خود از دیوانیان دستگاه سلجوقیان «امیر دیوان طغرا» یعنی رئیس دبیرخانهٔ سلطنتی بوده، بیشتر مطالب را از دیده‌های خود یا آنچه از شاهدان وقایع شنیده، نوشته و کتاب او دارای ارزش و اعتبار تام است. در واقع همان جایگاهی را برای تاریخ سلجوقیان روم دارد که تاریخ بیهقی از نظر تاریخ غزنویان و عصر آن‌ها دارد. نسخه‌ای از این کتاب که برای خزانهٔ سلطان کیخسرو سوم (پیش از ۶۸۲) کتابت شده در کتابخانهٔ ایاصوفیه در استانبول موجود است و همان به چاپ عکسی رسیده‌است. یک چهارم کتاب (تا صفحهٔ ۲۱۴ خطی) به اهتمام نجاتی لوغال و عدنان صادق ارزی در ۱۹۵۷ در آنکارا جزو انتشارات دانشکدهٔ الهیات دانشگاه آنکارا به چاپ حروفی رسیده‌است.
خلاصه‌ای از این کتاب هم در همان سال‌ها (پیش از ۶۸۷) به دست مؤلف ناشناخته‌ای با حذف برخی اشعار و عبارت‌پردازی‌های منشیانه تحت نام مختصر سلجوقنامه فراهم آمده که نسخ متعددی از آن در دست است. این خلاصه به کوشش هوتسما در ۱۹۰۲ میلادی در ۳۳۷ صفحه در لیدن به چاپ رسیده‌است، و در مجموعهٔ اخبار سلاجقه روم چاپ تهران عیناً تجدید چاپ شده‌است.